# Герб Монтемора-у-Велю
Ге́рб Монтемо́ра-у-Ве́лю — офіційний символ містечка Монтемор-у-Велю, Португалія. Використовується як територіальний герб. У пурпуровому щиті золотий замок із трьома баштами, чорними вікнами і брамами. На центральній найвищій башті висить старий португальський щиток із 13 безантами. Обабіч замку дві золоті лілії. Низ щита перетятий трьома хвилястими смугами — двома срібними і однією синьою. Щит увінчує срібна мурована містечкова корона з чотирма вежами.  Під щитом біла стрічка, на якій великими літерами напис португальською: «vila de Montemor-o-Velho» (містечко Монтемор-у-Велю).  Офіційно затверджений 2 березня 1936 року.  

## Галерея

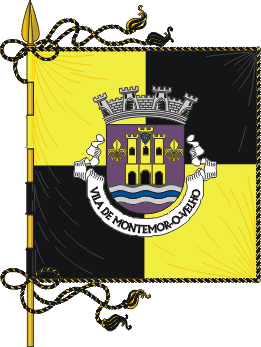
Прапор